# Llangollen

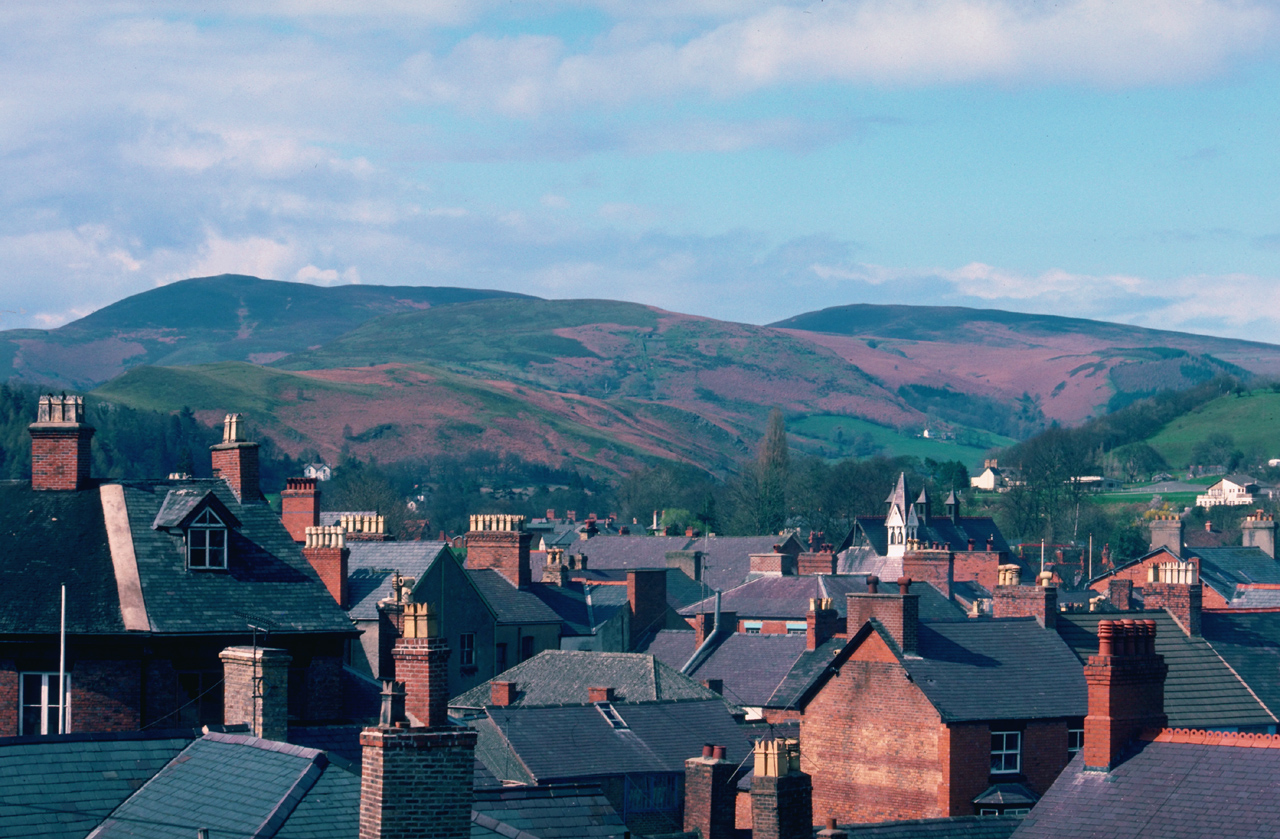
Cases de maó i teulades inclinades de Llangollen.

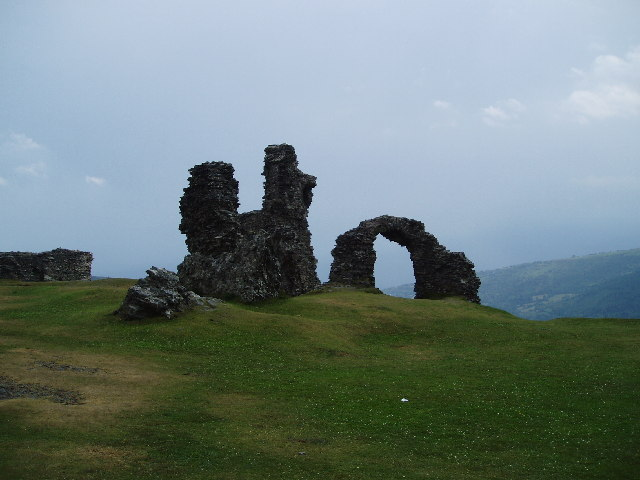
Llangollen: les restes del Castell Dinas Brân (segle XII)

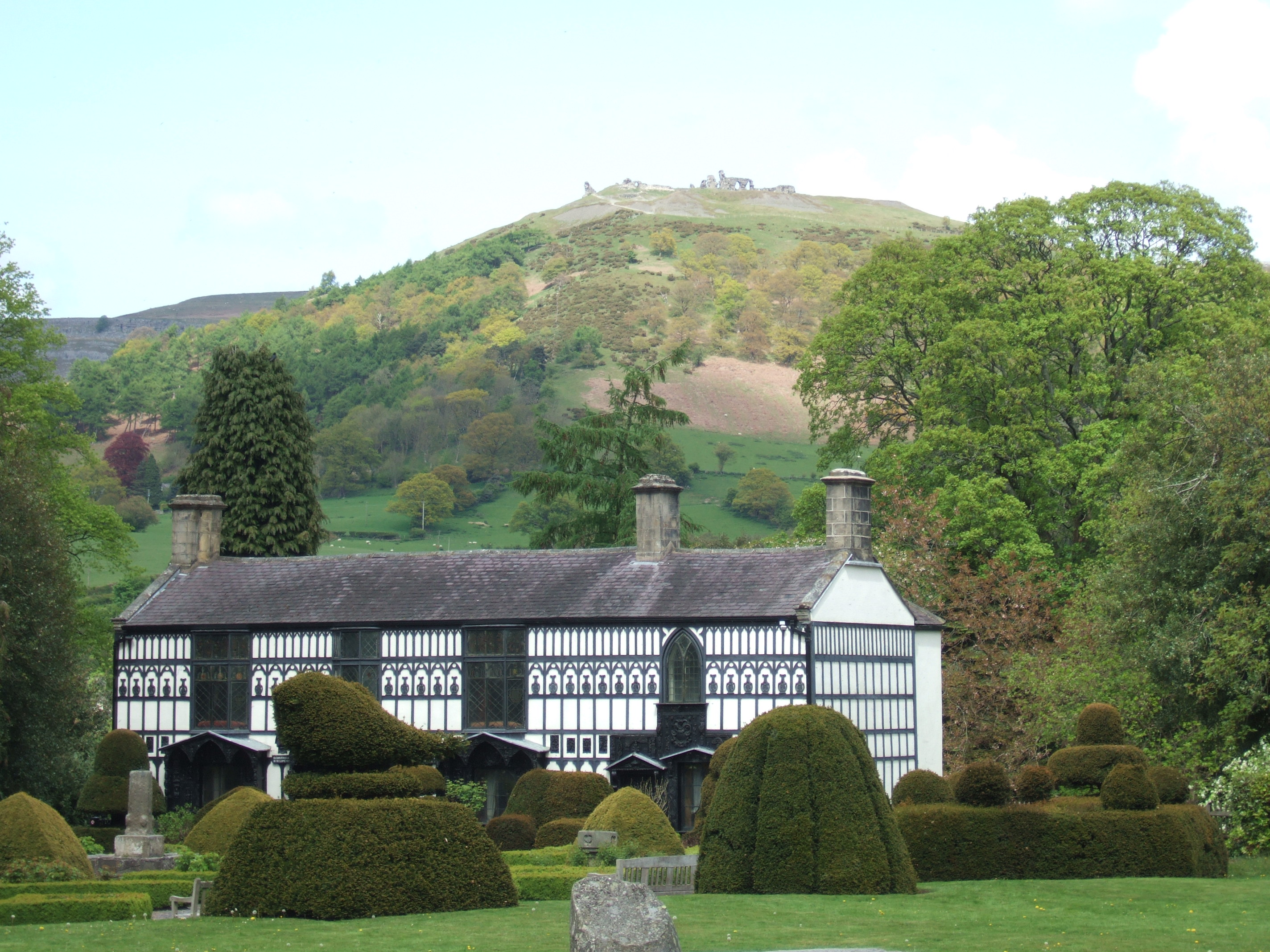
Llangollen: Plas Newydd

Llangollen (pronúncia en gal·lès: [ɬaŋˈɡɔɬɛn]) és una petita localitat de Denbighshire, al nord-oest de Gal·les, Regne Unit, situada al costat del riu Dee i als peus de la serralada Berwyn, prop del límit amb Anglaterra. Havia format part de l'antic comtat de Clwyd. Al cens del 2011 tingué una població de 3.658 habitants. És coneguda, entre altres coses, per l'Eisteddfod Musical Internacional, que s'hi celebra cada juliol, i -històricament- per les Senyoretes de Llangollen.

## Geografia física
Llangollen es troba prop del límit amb els comtats de Wrexham (Gal·les) i Shropshire (Anglaterra), entre les localitats de Corwen i Ruabon (respectivament, a l'est de la primera i a l'oest de la segona) i està situat al sud-oest de Wrexham i al sud-est de Ruthin. També es troba a uns 40 km, al sud-oest de la ciutat anglesa de Chester.

## Història
Llangollen rep el seu nom de Sant Collen (del gal·lès llan que significa 'església' i gollen que significa Collen) un monjo del segle vi que va fundar una església al costat del riu Dee. Segons el mite, Sant Collen va arribar a Llangollen en coracle, un tipus primitiu de bot lleuger, la forma del qual permet portar-lo a l'esquena. Com que no existeix al País de Gal·les cap altra església dedicada a Sant Collen, és possible que aquest sant tingui connexions tant amb Colan, Cornualla com amb Langolen, Bretanya, França.

## Economia
Actualment Llangollen depèn en gran manera del turisme, però encara obté notables ingressos de la ramaderia. La major part de les granges dels turons al voltant de la localitat es dedicava a la cria d'ovelles, i la indústria domèstica de la llana, tant de filatura com de teixit, hi va ser important durant segles. Més tard es construïren algunes fàbriques al llarg de les vores del riu Dee, on es processava tant llana com cotó. El molí hidràulic que hi ha davant de l'estació de tren de Llangollen té més de 600 anys, i originàriament s'utilitzava per moldre farina pels agricultors locals.

## Monuments i llocs d'interès
- Castell Dinas Brân, restes del castell del segle xii[7]
- Església de Sant Collen

- Plas Newydd, residència del 1780 al 1829 de les "Senyoretes de Llangollen"[3][4]
- Canal de Llangollen, que enllaça Llangollen amb Hurleston (Cheshire, Anglaterra),[8] passant per la propera localitat de Froncysyllte, on hi ha l'Aqüeducte de Pontcysyllte (declarat Patrimoni de la Humanitat)
- Ferrocarril de Llangollen (Llangollen Railway/Rheilffordd Llangollen), que connecta Llangollen amb Carrog[9]
- Abadia Glyn y Groes/Valle Crucis, del segle xiii, al poble proper de Llantysilio
- Pilar d'Eliseg, també a Llantysilio
- Cascades de la Ferradura, on arrenca el Canal de Langollen

## Cultura

### Esdeveniments
- Llangollen International Musical Eisteddfod, que s'hi celebra cada juliol.[2]
- Llangollen Fringe Festival[10]